# Wari (Einheit)
Wari war eine Masseneinheit (Gewichtsmaß) auf der Insel Madagaskar. Es war ein Maß für Gold und Silber.
- 1 Wari = 1,2747 Gramm (errechn.)

Die Maßkette war 
- 1 Sompi = 3 Wari = 6 Sacares/Sakabr = 12 Nanquis/Nanki/Nanque = 3,824 Gramm